# Římskokatolická farnost Hejnice
Římskokatolická farnost Hejnice (lat. Hainersdorfium) je církevní správní jednotka sdružující římské katolíky na území města Hejnice a v jeho okolí. V Hejnicích se nachází kostel Navštívení Panny Marie, který je centrem farnosti. Do farnosti vedle hejnického kostela patří ještě kostel Nejsvětější Trojice v Bílém Potoce. Organizačně farnost spadá do libereckého vikariátu, který je jedním z 10 vikariátů litoměřické diecéze.

## Historie farnosti
V Hejnicích se v těsném sousedství kostela Navštívení Panny Marie, jehož počátky jako poutního místa sahají až do 13. století, nachází františkánský klášter, který byl založen roku 1692. Matriky jsou vedeny v místě od roku 1772. Farnost byla kanonicky zřízena od roku 1787.

### Duchovní správcové vedoucí farnost
Začátek působnosti jmenovaného v duchovní správě farnosti od roku:
- 1787   Philipp. Bayerlein OFM
- 1793   Castulus Sommer OFM, † 28. 10. 1806
- 1808   Paulus Wolf OFM, † 11. 6. 1817
- 1817   par. vacat, coop. Bern. Westermayer, OFM
- 1817   Bern. Westermayer OFM, n. 27. 6. 1790 Cheb, o. 27. 12. 1814, † 1. 12. 1842
- 1843   Cajet. Ioann. Hahn OFM, n. 27. 7. 1812 Egrens., o. 2. 8. 1835, † 9. 5. 1888
- 1886   Bruno Jos. Schachinger OFM, n. 9. 6. 1850 Andorf (A), o. 5. 8. 1875, † 14. 1. 1903
- 1887   Florian. Březina OFM, n. 4. 5. 1849 Teutobrod, o. 21. 12. 1872,
- 1891   Reinhard. Seifert OFM, n. 8. 5. 1853 Seitendorf., o. 8. 7. 1883, † 8. 2. 1896
- 1896   Domin. Denemark OFM, n. 29. 9. 1867 Novodom., o. 9. 2. 1890, † 27. 7. 1914
- 1914   Innocentius Franc. Jiráček OFM, n. 24. 11. 1884 Branná, o. 1. 1. 1908,  † 20. 4. 1955
- 1921   Method. Aug. Šumbera OFM, n. 27. 8. 1887 Přerov, o. 6. 11. 1910
- 1922   Jos. Jac. Hopfinger OFM  n. 11. 4. 1872, Tešovic., o. 14. 7. 1895
- 1930   Anast. Peer OFM n. 4. 2. 1894 Znaim, o. 21. 1. 1917
- 1. 8. 1945    Anton. Šus
- 1. 5. 1951     Mansv. Brabec
- 1. 7. 1952     Method. Aug. Šumbera OFM
- 15. 12. 1952 Klement Ruisl
- 1. 9. 1955 Jan Formůsek
- 1. 4. 1957     Rudolf Pfáb
- 1. 9. 1959    Jan Padrta
- 1. 8. 1962     Jindřich Krtil
- 1. 8. 1969     Karel Efrém Kovařík OFM, n. 16. 4. 1924, o. 29. 6. 1949, † 19. 4. 1993
- 1. 7. 1982     Ladislav Vybíral
- 20. 11. 1986  Tomáš Pavel Genrt OFM
- 15. 10. 1987  Ladislav Kubíček
- 1. 7. 1988      Antonín Hladký SDB
- 1. 8.  1990    Miloš Raban
- 7. 1.  2011   Hyacinth. Wszola alias Šimon Hamza
- 1. 9.  2011   Pavel Andrš[3]

Kromě kněží stojících v čele farnosti, působili ve farnosti v průběhu její historie i jiní kněží. Většinou pracovali jako farní vikáři, kaplani, katecheté, výpomocní duchovní aj.

## Území farnosti
Do farnosti náleží území obcí:
- Bílý Potok (Weissbach)
- Ferdinandov (Ferdinandsthal)
- Hejnice (Haindorf)
- Lázně Libverda (Bad Liebwerda)

## Římskokatolické sakrální stavby na území farnosti
| | Fotografie | Stavba                        | Místo          | Bohoslužby                      | Zeměpisné souřadnice             | Status                 | Číslo kulturní památky           |
| Kostely | Kostely    | Kostely                       | Kostely        | Kostely                         | Kostely                          | Kostely                | Kostely                          |
| --- | ---------- | ----------------------------- | -------------- | ------------------------------- | -------------------------------- | ---------------------- | -------------------------------- |
| 1. |            | Kostel Navštívení Panny Marie | Hejnice        | bližší informace o bohoslužbách | 50°52′32″ s. š., 15°10′57″ v. d. | farní kostel           | 46793/5-4274 (Pk•MIS•Sez•Obr•WD) |
| 2. |            | Kostel Nejsvětější Trojice    | Bílý Potok     | bližší informace o bohoslužbách | 50°52′21″ s. š., 15°13′10″ v. d. | filiální kostel        | 49791/5-5856 (Pk•MIS•Sez•Obr•WD) |
| Kaple |            |                               |                |                                 |                                  |                        |                                  |
| 3. |            | Kaple                         | Lázně Libverda | bohoslužby příležitostně        | 50°53′13″ s. š., 15°11′34″ v. d. | obecní hřbitovní kaple | —                                |
| 4. |            | Kaple                         | Ferdinandov    | bohoslužby příležitostně        |                                  | obecní hřbitovní kaple | —                                |
| 5. |            | Kaple                         | Hejnice        | bohoslužby příležitostně        |                                  | obecní hřbitovní kaple | —                                |
| Některé drobné sakrální stavby a pamětihodnosti lze dohledat zde v databázi Drobné sakrální památky Zaniklé sakrální stavby lze dohledat zde v databázi Poškozené a zničené kostely, kaple a synagogy v České republice |            |                               |                |                                 |                                  |                        |                                  |

Ve farnosti se mohou nacházet i další drobné sakrální stavby, místa římskokatolického kultu a pamětihodnosti, které neobsahuje tato tabulka.

## Farní obvod
Z důvodu efektivity duchovní správy byl vytvořen farní obvod (kolatura) sestávající z přidružených farností spravovaných excurrendo z Hejnic. 
Přehled vikariátních kolatur je uveden v tabulce farních obvodů libereckého vikariátu.